# 艾萨·德·克罗兹
艾萨·德·克罗兹（葡萄牙語：Eça de Queiroz，1845年11月25日—1900年8月16日），本名若泽·玛丽亚·德·艾萨·德·凯伊洛斯（葡萄牙語：José Maria de Eça de Queirós），葡萄牙小说家，以反映葡萄牙现实生活的长篇小说《阿马罗神父的罪恶》和《马亚一家》成为葡萄牙著名的现实主义作家之一。

## 生平
德·克罗兹出生在葡萄牙西北部波尔图市郊外的渔港波武阿·德·瓦尔津，是一名巴西法官的私生子。他十岁时到波尔图市上中学；1861年进了科英布拉大学法律系的预备班。在大学里，他广泛阅读，参加辩论。1865年葡萄牙文学界发生了名为“科英布拉问题”的文艺论争，以安特罗·德·肯塔尔和特奥非洛·布拉加为代表的年轻诗人撰文抨击老诗人安托尼奥·费利西亚诺·德·卡斯蒂略的保守观点，提出葡萄牙文学应该抛弃已经落伍的形式，反映现实以促进改革的主张。这场论争影响了克罗兹。
1866年德·克罗兹从科英布拉大学法律系毕业，到里斯本从事律师业务。工作之余，他开始创作短篇小说，其中有几篇被《葡萄牙日报》采用发表。他早期的作品有的情节曲折离奇，有的甚至描写鬼怪幽灵，后来被巴塔哈·雷斯汇编成为《野蛮的散文》。之后克罗兹到艾武拉担任记者，不久又回到里斯本，和他当年的同学他与文学评论家若泽·杜阿尔特·拉马略·奥尔蒂冈合作，写作弗拉迪科·门德斯的冒险经历，创办《刺棒》杂志，以讽刺、幽默的内容评论葡萄牙的现实问题。
1869到1870年克罗兹到埃及旅行，观看了苏伊士运河的开通典礼，这给他的创作带来了灵感，使他写下了《辛德拉路的神秘》等作品。他在莱里亚开始构思自己的第一部重要作品：长篇小说《阿马鲁神父的罪恶》；1872-1874年克罗兹被派往古巴，担任驻哈瓦那的领事。一八七四年末，凯伊洛斯调任英国泰恩河畔纽卡斯尔的领事。
在纽卡斯尔期间，克罗兹的主要工作是向葡萄牙外交部报告诺森伯兰郡和达勒姆矿区的工人反抗情况，如他所言，此处的工人生活水平远高于南威尔士地区。这也是他的创作高峰期。1875年《阿马罗神父的罪恶》开始在《西方杂志》连载，1876年他修订了这本书，随即发行了单行本。1878年他完成了另一部重要作品《堂兄巴西利奥》。1879年4月克罗兹调任驻布里斯托尔领事，在这里工作到1888年为止。他完成了名著《马亚一家》，他发表在葡萄牙报纸上的反映英国情况的信件也汇编成《英国来信》出版。
1888年克罗兹升任葡萄牙驻法国巴黎总领事，居住在塞納河畔讷伊，书写着《巴黎的回声》和文学评论，实现了他向往巴黎丈化生活的愿望。1900年他因 肺结核或克隆氏症病死于任所。留下了遗著《城与山》（1901）。

## 主要作品

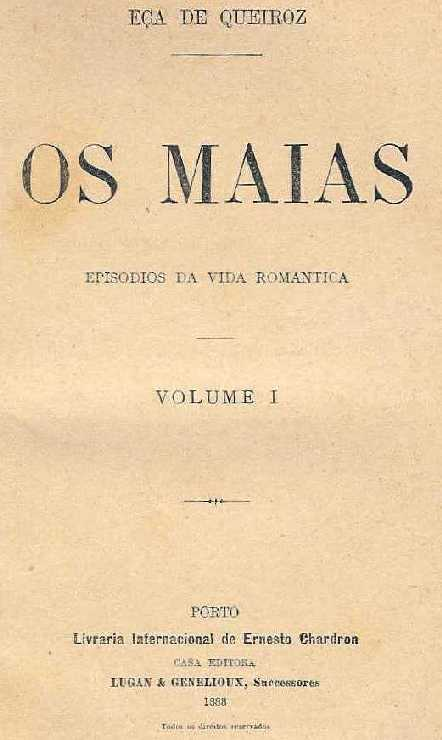
《马亚一家》初版本的封面

- 《阿马罗神父的罪恶》（1876年）小说以年轻神父阿马罗的堕落为线索，以犀利的笔锋揭露了葡萄牙教会的腐化堕落，宗教信仰的愚昧，以及宗教教育对人性发展的危害，是葡萄牙现实主义文学的重大成就。
- 《堂兄巴济里奥》（1878）
- 《马亚一家》（1888）小说写的是葡萄牙一个古老贵族世家的没落，以及年轻一代的知识分子对待生活的态度，反映出十九世纪末葡萄牙上层社会的保守凝滞和缺乏生机，即被称为“世纪病”的精神状态。
- 《城与山》（1901）